# 季米特里斯·皮吉奥尼斯
季米特里斯·皮吉奥尼斯（希臘語：Δημήτριος (Δημήτρης、Dimitris Pikionis；1887年1月26日—1968年8月28日），是一位希腊建筑师，对20世纪希腊的建筑有着深远的影响。.

## 经历
皮吉奥尼斯曾在国立雅典理工大学学习工业与民用建筑，后至巴黎和慕尼黑学习雕塑与绘画，接触了著名法国画家保罗·塞尚（Paul Cézanne，1839年－1906年）的作品，并与意大利超现实画派大师乔治·德·基里科（Giorgio de Chirico，1888年－1978年）成为好友。此后他回到希腊，并于1925年在国立雅典理工大学装饰系担任讲师一职。
1933年，法国建筑师勒·柯布西耶在现代建筑国际会议中提出《雅典宪章》，参加這次活动的建筑师还有其他希腊包豪斯派建筑师 Ioannis Despotopoulos、季米特里斯·皮吉奥尼斯、Patroklos Karantinos 及 Takis Zenetos。
皮吉奥尼斯被认为是一位批判性的地域主义建筑师和欧洲现代主义建筑师。

## 成就
皮吉尼奥斯的作品并不太多，他最被广为称道的作品是20世纪50年代的 雅典卫城 步行通道景观设计。在这里，他采用了看似不规则却具有严格几何形的毛面大理石，并选择了当地的本土植物与平台和阶梯有机结合。这一创作令前来参观雅典卫城的游客们大感惊艳，从而声名远扬。

## 重要作品
- Lycabettus School
- Moraitis mansion, Tzitzifies, 1921-1923
- Kotopoulis Theatre, 1932
- Primary School of Pefkakia, 1932
- Experimental School of Thessaloniki, 1933
- 雅典卫城周围景观设计, 1954–57
- Filothei playground, 1961–64
- Hotel Xenia, Delphi
- City Hall of Volos, Volos
- Pourris House, Athens, view（页面存档备份，存于）